# Triphleba bispinosa
Triphleba bispinosa är en tvåvingeart som först beskrevs av Malloch 1914.  Triphleba bispinosa ingår i släktet Triphleba och familjen puckelflugor. Inga underarter finns listade i Catalogue of Life.